# Las Plumas
Las Plumas è una località della Provincia di Chubut, nella Patagonia argentina, capitale del Dipartimento di Mártires.